# Мюллер, Густав-Адольф
Густав Адольф Мюллер (нем. Gustav Adolf Müller; 1866—1928) — немецкий писатель
, археолог, журналист.